# Carina, kněžna ze Sayn-Wittgenstein-Berleburg
Carina, kněžna ze Sayn-Wittgenstein-Berleburg (rozená Carina Axelsson; * 5. srpna 1968, severní Kalifornie) je americká autorka, známá především díky detektivní knižní sérii pro teenagery Model Under Cover. Mezi její další knižní série patří Nigel of Hyde Park a Royal Rebel. Jako modelka se v 90. letech objevila na obálkách Madame Figaro, Elle a Vogue Patterns. Je manželkou Gustava, 7. knížete ze Sayn-Wittgenstein-Berleburg, čímž se stala součástí širší dánské královské rodiny.

## Osobní život
Carina Axelssonová se narodila 5. srpna 1968 v severní Kalifornii ve Spojených státech amerických Bertilovi a Alici Axelssonovým. Má bratra Erika a sestru Liselotte. Její otec byl elektronickým inženýrem a narodil se ve Švédsku. Její matka je Mexičankou. Po dětství v Kalifornii se Axelssonová přestěhovala do New Yorku, kde se mohla věnovat kariéře v modelingu.
Dne 3. června 2022 se civilně provdala za německo-dánského aristokrata Gustava, 7. knížete ze Sayn-Wittgenstein-Berleburg, a po 19 letech vztahu se tak stala kněžnou ze Sayn-Wittgenstein-Berleburg. Církevně se vzali následující den v Bad Berleburgu. Se svými čtyřmi psy žijí na zámku Berleburg v Německu. Nemohli se vzít dříve kvůli klauzuli v závěti Gustavova dědečka, která mu bránila zdědit rodinný majetek, pokud by se oženil s ženou nižšího sociálního statusu. Přesto ji rod Saynsko-Wittgensteinsko-Berleburských považoval za jeho oficiální partnerku a doprovázela ho na rodinné akce.
Axelssonová je kmotrou hraběnky Atheny z Monpezat, jediné dcery bratrance jejího manžela prince Joachima Dánského.
Syn páru, princ Gustav Albrecht, se narodil 26. května 2023 ve Spojených státech amerických prostřednictvím náhradní matky. Dne 26. dubna 2024 pár přivítal své druhé dítě, dívku, princeznu Mafaldu, rovněž prostřednictvím náhradní matky.

## Kariéra
Axelssonová pózovala pro řadu významných časopisů. Objevila se v srpnovém a zářijovém vydání americké verze Vogue v roce 1991, kde ji fotografovali Robert Diadul (srpen) a Angel Morale (září). V prosincovém vydání Vogue Italia z roku 1992 měla desetistránkový editorial ve stylu Biancy Jagger, který nafotila německá fotografka Ellen von Unwerth. Ve Vogue Italia se objevila i v pozdějších vydáních, včetně února 1993 (opět fotografovala von Unwerth) a v roce 1995. Byla na obálce francouzského časopisu Madame Figaro v červenci 1993, na obálce německého vydání časopisu Elle v září 1993, a poté na obálce lednovo-únorového vydání Vogue Patterns v roce 1994.
Z New Yorku se Axelssonová přestěhovala do Paříže, kde studovala umění a napsala a ilustrovala svou první knihu, obrázkovou knihu pro děti (Nigel of Hyde Park, 2004, Assouline). Axelssonová krátce pokračovala v módním průmyslu jako osobní asistentka módního návrháře Johna Galliana. Její zkušenosti v módě – spolu s láskou ke Scooby-Doo a Agathě Christie – ji inspirovaly k napsání série knih Model Undercover. Axelssonová sérii oznámila v roce 2014 v článku pro The Children's Book Review a kniha vyšla téhož roku. Clare O'Beara z Fresh Fiction uvedla: „Její detektivní série je podle mě skvělá.“

## Publikovaná díla

### SérieNigel of Hyde Park
- Nigel of Hyde Park. Assouline. 2004. ISBN 978-2843236143
- Nigel von Hyde Park. Knesebeck. 2005. ISBN 978-3896602701

### SérieModel Undercover
- Model Under Cover: A Crime of Fashion. Usborne Publishing. 2014. ISBN 9781409563686
- Model Under Cover: Stolen with Style. Usborne Publishing. září 2014. ISBN 978-1409563709
- Model Under Cover: Deadly by Design. Usborne Publishing. červen 2015. ISBN 978-1409590262
- Model Undercover: Dressed to Kill. Usborne Publishing. listopad 2016. ISBN 978-1474906913

### SérieRoyal Rebel
- Royal Rebel. Usborne Publishing. srpen 2018. ISBN 978-1474942409
- Royal Rebel: Designer. Usborne Publishing. srpen 2019.ISBN 978-1474942416
- Royal Rebel: Stylist. Usborne Publishing. září 2019. ISBN 978-1474942416

## Filmografie
| Rok  | Titul   | Role         | Režisér/ka        | Poznámky       |
| ---- | ------- | ------------ | ----------------- | -------------- |
| 1992 | Inferno | Host večírku | Ellen von Unwerth | Televizní film |